# Tigerauge

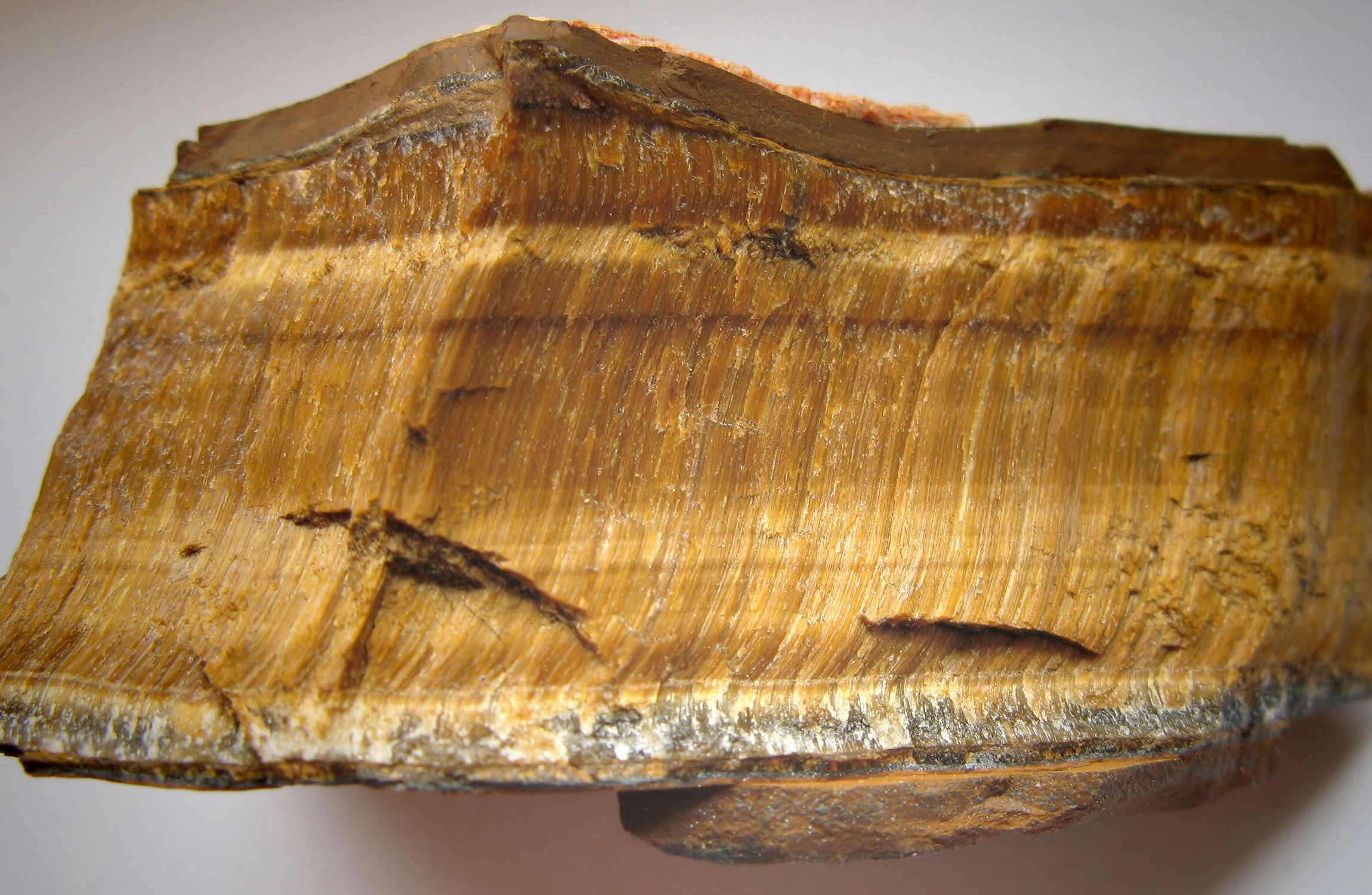
Tigerauge, Rohstein aus Südafrika

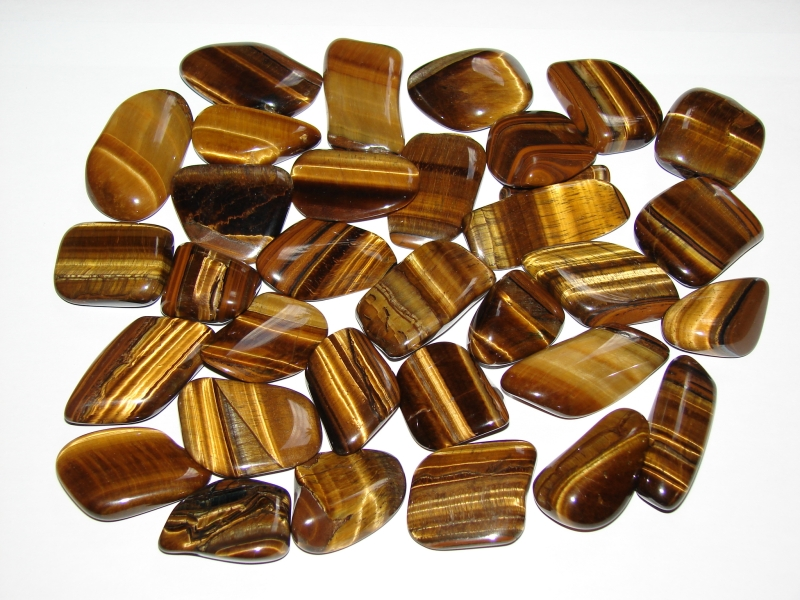
Geschliffene Tigeraugen in Form von Trommelsteinen

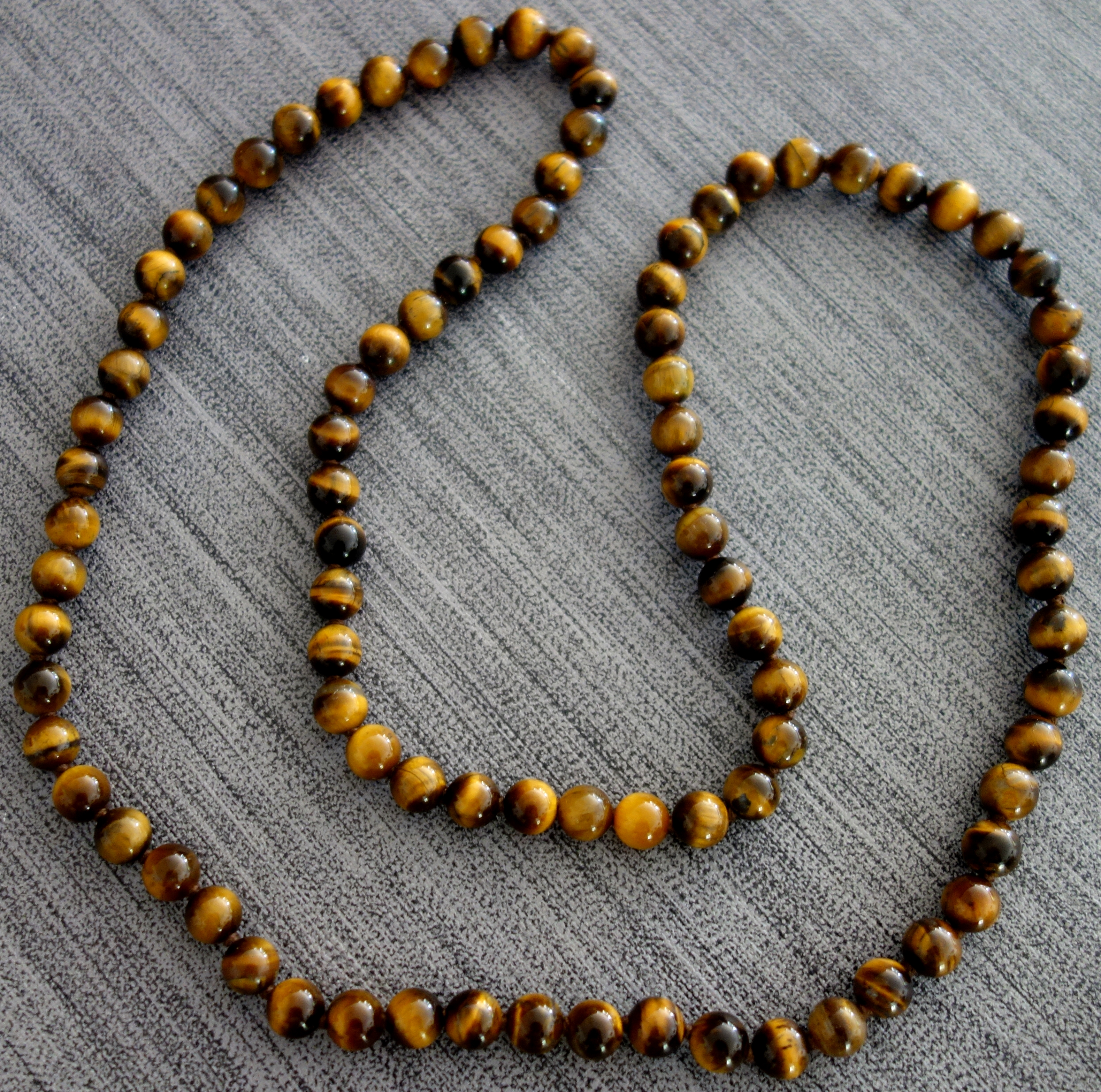
Tigeraugen-Halskette

Tigerauge ist eine mikrokristalline, goldbraun bis goldgelb gestreifte Varietät des Minerals Quarz. Die durchscheinenden bis undurchsichtigen Aggregate haben meist eine deutlich sichtbare faserige Struktur und zeigen auf den Oberflächen einen fett- bis seidenähnlichen Glanz.
Tigerauge wird fast ausschließlich als Schmuckstein verwendet, der im Glattschliff verarbeitet einen wogenden Schimmer, Chatoyance oder „Katzenaugeneffekt“ genannt, zeigt. Gelegentlich wird Tigerauge auch als Plektrum genutzt.

## Bildung und Fundorte
Tigerauge geht aus Falkenauge hervor, einer durch Einlagerung von parallelfaserigem Krokydolith- oder ähnlich ausgebildeten Hornblenden bläulichen Quarzvarietät (Pseudomorphose von Krokydolith nach Quarz). Durch Oxidation des im Krokydolith enthaltenen zweiwertigen Eisens (Fe2+) zu dreiwertigem Eisen (Fe3+) entsteht Tigerauge. Die parallele Ausrichtung der Kristallfasern sorgt auch für den bekannten Lichteffekt der Chatoyance. Aufgrund der besonderen Bildungsbedingungen finden sich zudem oft Falkenauge und Tigerauge nebeneinander bzw. miteinander verwachsen am selben Fundort.
Als Kluftfüllung in Quarz-Gestein, wobei die Fasern des Tigerauges senkrecht zur Kluftbegrenzung stehen, finden sich Tigeraugen vorwiegend in Südafrika und Westaustralien, daneben auch in China, Indien, Kanada, Myanmar, Namibia, Ukraine und den Vereinigten Staaten (USA).
Das größte bekannte Exemplar eines Tigerauges (150 kg schwer, 2 m lang) befindet sich seit 2008 im Besitz des Mineralogischen Museums der Universität Bonn.
In Namibia und China wurde zudem ein brekzienartiges Gemenge aus Falkenauge und Tigerauge entdeckt, das unter der Handelsbezeichnung Pietersit bekannt wurde.

## Verwendung als Schmuckstein
Tigerauge wird meist in Form von Cabochons in verschiedener Ausführung angeboten, aber auch kugelförmig für Halsketten oder frei geschnitten für kunstgewerbliche Gegenstände. Besonders hoch gewölbte Cabochons zeigen einen wandernden Lichtstreif, der als Chatoyance bezeichnet wird und an die Schlitzpupille einer Katze erinnert.

## Manipulationen und Imitationen
Durch Brennen erhält Tigerauge eine kräftige kupferrote Farbe, die durch anschließendes Abschrecken in Spiritus bis ins Violette hineinspielen kann. Rotes Tigerauge ist in der Natur nicht zu finden und daher immer gebrannt.
In starker Säure gekocht verliert Tigerauge seine Farbe und wird grau. In dieser Form wird er gelegentlich als Imitation von Chrysoberyll-Katzenaugen oder Katzenaugen-Quarz angeboten. Auch honigfarbene Tigeraugen dienen manchmal als Imitate des Chrysoberyll.
Aufgrund farblicher Ähnlichkeit besteht unter anderem Verwechslungsgefahr mit Tigereisen und dem so genannten „Tiger-Jaspis“.